# Kondumal
Kondumal là một thị trấn thống kê (census town) của quận Chandrapur thuộc bang Maharashtra, Ấn Độ.

## Nhân khẩu
Theo điều tra dân số năm 2001 của Ấn Độ, Kondumal có dân số 11.722 người. Phái nam chiếm 52% tổng số dân và phái nữ chiếm 48%. Kondumal có tỷ lệ 84% biết đọc biết viết, cao hơn tỷ lệ trung bình toàn quốc là 59,5%: tỷ lệ cho phái nam là 86%, và tỷ lệ cho phái nữ là 82%. Tại Kondumal, 13% dân số nhỏ hơn 6 tuổi.